# Calystryma pisis
Calystryma pisis är en fjärilsart som beskrevs av Frederick DuCane Godman och Osbert Salvin 1887. Calystryma pisis ingår i släktet Calystryma och familjen juvelvingar. Inga underarter finns listade i Catalogue of Life.